# 金秉会
金 秉会（キム・ビョンフェ、朝鮮語: 김병회/金秉會、1916年9月28日または1917年9月17日 - 1987年10月15日）は、大韓民国および朝鮮民主主義人民共和国のジャーナリスト、政治家。制憲韓国国会議員。本貫は金海金氏。

## 経歴
日本統治時代の全羅南道珍島郡臨淮面出身。小学校卒。普通文官試験、朝鮮弁護士試験合格。朝鮮日報社木浦支局長、大韓独立促成全国青年連盟木浦支部副委員長、大韓独立促成国民会木浦支部組織部長、大韓独立促成全国労働総同盟木浦支部総務部長、木浦日報編集長、民統支部長、過政立法議院書記、国会憲法起草委員、国会厚生委員会委員長などを務めた。1949年、国会議員在任中に南労党国会フラクション事件により6年間の懲役刑を言い渡された。
服役中に朝鮮戦争が起きたため、越北または北朝鮮に拉致された。祖国統一民主主義戦線幹部、在北平和統一促進協議会発起人・常務委員を務めた後、平壌放送は1987年10月15日に病死したと伝えた、葬地は平壌市龍城区域の在北人士の墓。祖国統一賞も受賞したが、後年、外部の訪問陣に対し説明役を務めた在北平和統一促進協議会副局長のリ・チョリョンは、何らかの理由により長期刑が下されたという旨を話している。